# Lista över städer i Albanien
Detta är en lista över städer i Albanien.
| - Apollonia - Bajram Curri - Bajza - Ballshi - Berati - Cërriku - Çorovoda - Bulqiza - Delvina - Devolli - Dibra - Dukati i Ri - Durrësi - Elbasani - Erseka - Fieri - Fierza - Fushë-Arrëzi - Gjirokastra - Gramshi - Hasi - Himara - Kanina - Kavaja - Këlcyra | - Klosi - Kolonja - Korça - Krasta - Kruja - Ksamili - Kuçova - Kukësi - Kurbini - Kurbneshi - Lambova - Laçi - Leskoviku - Lezha - Librazhdi - Lini - Lushnja - Maliqi - Malësia e Madhe - Mallakastra - Mati - Mavrova - Memaliaji - Miloti - Mirdita - Orikumi | - Peqini - Permeti - Pogradeci - Peshkopia - Peshkëpia - Petrela - Puka - Qiparoi - Rrësheni - Rrogozhina - Rubiku - Saranda - Selenica - Shëngjini - Shijaku - Shkodra - Skrapari - Tepelena - Tirana - Tropoja - Ulza - Vajza - Valbona - Vlora - Zall-Reçi |